# 2071: Mutan-Bestien gegen Roboter
2071: Mutan-Bestien gegen Roboter ist ein US-amerikanischer Science-Fiction-Film aus dem Jahre 1964. Regie führte Ib Melchior. In den Hauptrollen spielten Preston Foster, Philip Carey und Merry Anders. Die Premiere in Deutschland fand am 18. September 1970 statt.

## Handlung
Einer Gruppe von Wissenschaftlern gelingt es im Jahr 1971 eine Zeitmaschine zu entwickeln. Ein anwesender Elektriker betritt beim Test das Zeitportal, woraufhin ihm die drei Wissenschaftler folgen, um ihn zurückzuholen. Als sich die Gruppe im Zeitportal befindet, ist ihnen weder bekannt, ob sie sich in Zukunft oder Vergangenheit, noch in welchem Jahr sie sich befinden. Das Portal kollabiert und plötzlich werden sie von Mutanten angegriffen, vor denen sie sich in einer Höhle verstecken. In diesem von Kraftfeldern abgesicherten Höhlensystem stoßen sie auf eine Gruppe von technologisch hoch entwickelten Menschen. Wie sich herausstellt, handelt es sich bei diesen um die letzten normalen Menschen auf der Erde. Den Zeitreisenden wird bekannt, dass sie sich im Jahr 2071 befinden. Die Menschheit hat sich inzwischen selbst beinahe vollkommen in einem Atomkrieg vernichtet und die Erde wurde in unfruchtbares Ödland verwandelt, welches von degenerierten Mutanten bevölkert wird, die kaum noch Nahrung vorfinden. Die Menschen haben Androiden entwickelt, die ihnen die harte und gefährliche Arbeit abnehmen und um sie vor den plündernden Mutanten zu beschützen.
Die letzten Menschen sehen auf der Erde keinen Nährboden mehr für zukünftiges Leben, weshalb sie den Planeten mit ihrer selbst gebauten Rakete verlassen wollen, um im nächstgelegenen Sternensystem Alpha Centauri einen geeigneten Planeten zu besiedeln. Da das Raumschiff nur auf die aktuelle Bevölkerungszahl ausgerüstet wurde, müssen die Zeitreisenden zurückgelassen werden, da sonst die Vorräte auf dem langen Flug nicht ausreichen würden. In ihrer Verzweiflung baut die Gruppe das Zeitportal erneut, um hoffentlich in ihre Zeit zurückzugelangen. Kurz bevor das Kolonieschiff komplett bemannt wurde und nach Zeitplan starten kann, überwinden die Mutanten die Absperrungen und greifen an. Gerade als der Pilot die Rakete notstarten will, sprengen die Mutanten den Leitstand und sie explodiert. Nur eine kleine Gruppe Menschen sowie die Zeitreisenden können sich beim Zeittor verschanzen und gelangen in letzter Sekunde ins Jahr 1971, zu der Universität, von wo aus der erste Zeitsprung stattfand. Dort angekommen, bemerken sie jedoch, dass die Zeit für sie in extremer Zeitlupe nahezu stillsteht und treffen auf sich selbst, kurz vor dem ersten Zeitsprung. Doch ist ihr eigener Zeitablauf extrem beschleunigt; so können sie die Maschinen nicht bedienen und würden innerhalb von Minuten durch altern sterben. Sie beschließen als letzten Ausweg durch das offene Zeitportal zu gehen und landen einhunderttausend Jahre in der Zukunft. Die Erde hat sich erholt und ist voll von pflanzlichem Leben. Am Ende sieht man, wie sich der Ablauf der Handlung als konstante Zeitschleife ständig wiederholt.

## Hintergrund
Der Film wurde von American International Pictures produziert. Der US-amerikanische Science-Fiction-Publizist Forrest J Ackerman hatte in diesem Film einen Cameoauftritt als Robotertechniker.
Im Dezember 2020 veröffentlichte aberle-media GmbH die deutsche Kino-Synchronfassung auf DVD. Eine Blu-ray-Ausgabe wird nicht erscheinen, da keine Abtastung bei MGM vorliegt.

## Synchronisation
Der Film wurde 1970 für das deutschsprachige Publikum synchronisiert. Zu den Synchronsprechern gehörten:
| Schauspieler   | Synchronsprecher        |
| -------------- | ----------------------- |
| Phil Carey     | Jürgen Thormann         |
| Preston Foster | Martin Hirthe           |
| Steve Franken  | Horst Gentzen           |
| John Hoyt      | Friedrich W. Bauschulte |
| Dennis Patrick | Gerd Martienzen         |
| Joan Woodbury  | Eva Katharina Schultz   |

## Kritik
Der Evangelische Film-Beobachter meint, bei dem Werk handle es sich um ein „interessantes Science-Fiction-Thema“, es sei aber „leider etwas dilettantisch abgehandelt und stellenweise unlogisch.“